# Hanna Schwarz
Hanna Schwarz (15 de agosto de 1943) es una mezzosoprano y contralto alemana nacida en Hamburgo. 
Estudió en Essen y Hamburgo debutando en 1970 como Maddalena de Rigoletto en Hannover.
Miembro de la Ópera Estatal de Hamburgo y la Ópera Estatal de Baviera debutó en el Festival de Bayreuth en 1975 donde cantara por una década y en la producción centenaria de El anillo del nibelungo. 
En 1977 es Fricka en Das Rheingold en la Ópera de San Francisco y posteriormente en Berlín, Salzburgo y París donde en 1979 es la Condesa Geschwitz en la primera versión completa de Lulu de Alban Berg dirigida por Pierre Boulez.
Se destaca como Fricka, Herodias, Klytamnestra, la Nodriza, Geschwitz y Brangania.
Como contralto, triunfó con el rol de Erda en numerosas ocasiones tanto en directo como en grabaciones.

## Discografía de referencia
- Berg: Lulu / Pierre Boulez
- Humperdinck: Hänsel und Gretel / Donald Runnicles
- Humperdinck: Hänsel Und Gretel / Tate
- Humperdinck: Königskinder / Wallberg
- Krenek: Karl V / Albrecht
- Strauss: Die Frau ohne Schatten / Sinopoli
- Strauss: Die Frau Ohne Schatten/ Wolfgang Sawallisch
- Strauss: Elektra / Sinopoli
- Wagner: Die Walküre / Boulez
- Wagner: Das Rheingold / Boulez
- Wagner: Der Ring Des Nibelungen / Sawallisch
- Wagner: Tristan und Isolde / Daniel Barenboim, René Kollo, Johanna Meier, Bayreuth DVD 1982